# 53 magyar film
53 magyar film – lista 53 najlepszych węgierskich filmów XX wieku, ogłoszona przez Węgierską Akademię Artystyczną w 2012 roku.

## Lista filmów
Źródło: mma-tv.hu
| Tytuł oryginalny                 | Tytuł polski              | Rok  | Reżyser                      |
| -------------------------------- | ------------------------- | ---- | ---------------------------- |
| 80 huszár                        | Osiemdziesięciu huzarów   | 1978 | Sándor Sára                  |
| A kis Valentino                  |                           | 1979 | András Jeles                 |
| A ménesgazda                     | Gospodarz stadniny        | 1978 | András Kovács                |
| A tanú                           | Świadek                   | 1969 | Péter Bacsó                  |
| A tizedes meg a többiek          | Kapral i inni             | 1965 | Márton Keleti                |
| Amerikai anzix                   | Pocztówka z Ameryki       | 1975 | Gábor Bódy                   |
| Angi Vera                        | Vera Angi                 | 1978 | Gábor Pál                    |
| Árvácska                         | Niczyja córka             | 1976 | László Ranódy                |
| Az én XX. századom               | Mój wiek XX               | 1989 | Ildikó Enyedi                |
| Az ötödik pecsét                 | Piąta pieczęć             | 1976 | Zoltán Fábri                 |
| Bakaruhában                      | Uwodziciel                | 1957 | Imre Fehér                   |
| Csillagosok, katonák             | Gwiazdy na czapkach       | 1967 | Miklós Jancsó                |
| Csontváry                        |                           | 1980 | Zoltán Huszárik              |
| Édes Anna                        | Skrzywdzona               | 1958 | Zoltán Fábri                 |
| Egy magyar nábob Kárpáthy Zoltán | Węgierski magnat          | 1966 | Zoltán Várkonyi              |
| Eldorádó                         |                           | 1988 | Géza Bereményi               |
| Emberek a havason                |                           | 1942 | István Szőts                 |
| Ének a búzamezőkről              |                           | 1947 | István Szőts                 |
| Feldobott kő                     | W górę rzucony kamień     | 1968 | Sándor Sára                  |
| Filmregény - Három nővér         |                           | 1977 | István Dárday                |
| Fotográfia                       | Oblicze                   | 1972 | Pál Zolnay                   |
| Hannibál tanár úr                | Akcja profesora Hannibala | 1956 | Zoltán Fábri                 |
| Ház a sziklák alatt              | Dom pod urwiskiem         | 1958 | Károly Makk                  |
| Hideg napok                      | Zimne dni                 | 1966 | András Kovács                |
| Holt vidék                       | Martwy pejzaż             | 1971 | István Gaál                  |
| Húsz óra                         | Dwadzieścia godzin        | 1965 | Zoltán Fábri                 |
| Hyppolit, a lakáj                |                           | 1931 | István Székely               |
| Ismeri a szandi mandit?          | Czy znasz Sunday-Monday?  | 1969 | Lívia Gyarmathy              |
| Jutalomutazás                    |                           | 1974 | István Dárday                |
| Két félidő a pokolban            | Dwie połowy w piekle      | 1961 | Zoltán Fábri                 |
| Körhinta                         | Karuzela miłości          | 1955 | Zoltán Fábri                 |
| Liliomfi                         |                           | 1955 | Károly Makk                  |
| Ludas Matyi                      |                           | 1949 | Kálmán Nádasdy László Ranódy |
| Magyarok                         | Węgrzy                    | 1978 | Zoltán Fábri                 |
| Megáll az idő                    |                           | 1981 | Péter Gothár                 |
| Mephisto                         | Mefisto                   | 1981 | István Szabó                 |
| Napló gyermekeimnek              | Dziennik dla moich dzieci | 1982 | Márta Mészáros               |
| Nárcisz és Psyché                | Narcyz i Psyche           | 1980 | Gábor Bódy                   |
| Oldás és kötés                   | Światło na twarzy         | 1963 | Miklós Jancsó                |
| Pacsirta                         | Skowronek                 | 1963 | László Ranódy                |
| Redl ezredes                     | Pułkownik Redl            | 1984 | István Szabó                 |
| Régi idők focija                 | Futbol dawnych czasów     | 1973 | Pál Sándor                   |
| Sátántangó                       | Szatańskie tango          | 1994 | Béla Tarr                    |
| Sodrásban                        | Wir                       | 1963 | István Gaál                  |
| Szegénylegények                  | Desperaci                 | 1965 | Miklós Jancsó                |
| Szerelem                         | Miłość                    | 1970 | Károly Makk                  |
| Szindbád                         | Sindbad                   | 1971 | Zoltán Huszárik              |
| Szirmok, virágok, koszorúk       | Płatki, kwiaty, wieńce    | 1984 | László Lugossy               |
| Talpalatnyi föld                 | Piędź ziemi               | 1948 | Frigyes Bán                  |
| Te rongyos élet                  | To cholerne życie         | 1983 | Péter Bacsó                  |
| Tízezer nap                      | Dziesięć tysięcy dni      | 1965 | Ferenc Kósa                  |
| Valahol Európában                | Gdzieś w Europie          | 1947 | Géza Radványi                |
| Woyzeck                          |                           | 1994 | János Szász                  |